# Бендерсвил (Пенсилванија)
Бендерсвил (енгл. Bendersville) град је у америчкој савезној држави Пенсилванија.

## Демографија
По попису из 2010. године број становника је 641, што је 65 (11,3%) становника више него 2000. године.
| Група             | 2000.       | 2010.       |
| Белци             | 484 (84,0%) | 486 (75,8%) |
| Афроамериканци    | 13 (2,3%)   | 11 (1,7%)   |
| Азијати           | 1 (0,2%)    | 3 (0,5%)    |
| Хиспаноамериканци | 73 (12,7%)  | 135 (21,1%) |
| Укупно            | 576         | 641         |